# Майкл Портер
Майкл Портер (англ. Michael E. Porter; нар. 1947) — професор кафедри ділового адміністрування Гарвардської школи бізнесу (Harvard Business School), визнаний фахівець в галузі вивчення економічної конкуренції, зокрема конкуренції на міжнародних ринках, конкуренції між країнами та регіонами. Розробив теорію конкурентних переваг країн, яку багато хто вважає новою парадигмою в економічній науці.

## Біографія
Майкл Портер народився в 1947 в штаті Мічиган в родині армійського офіцера. Закінчив Принстонський університет, потім отримав ступені магістра бізнес-адміністрування і доктора філософії в Гарвардському університеті, причому кожен етап навчання завершував відмінно. З 1973 працює в Гарвардській школі бізнесу (був наймолодшим професором за всю історію цього коледжу). Провів величезну дослідницьку роботу з вивчення понад 100 галузей в різних країнах. У 1990-ті роки консультував уряд Південної Кореї. У 2006 запрошений як консультант урядом Росії з метою аналізу конкурентоспроможності країни.
Ввів поняття економічного кластера, показавши, що конкурентоспроможність компанії багато в чому визначається конкурентоспроможністю її економічного оточення.
На думку М. Портера, чим сильніше розвинена конкуренція на внутрішньому ринку країни та вище за вимогу покупців, тим більше ймовірність успіху компаній з цієї країни на міжнародних ринках (і навпаки, ослаблення конкуренції на національному ринку приводить, як правило, до втрати конкурентних переваг). М.Портер аналізував чотири види конкурентних стратегій — на основі «чинників» (природних ресурсів, дешевої робочої сили тощо), інвестицій, інновацій і багатства (накопичених ресурсів), показавши, що економічного домінування домагаються країни, що конкурують на основі інновацій.
Майкл Портер прийшов до висновку, що подолання природних труднощів (наприклад, викликаних несприятливими природними умовами) при правильній стратегії приводить до зростання конкурентних переваг. Тобто в процесі подолання труднощів виробляється технологія, за допомогою якої подібні проблеми можна долати та в інших країнах, де вони менше виражені.
Фундаментальна книга М. Портера The Competitive Advantage of Nations виходила російською мовою під назвою «Міжнародна конкуренція».

## Модель Портера
П'ять конкурентних сил Портера — відома модель привабливості галузі. За її допомоги можна визначити потенційну небезпеку, яка може виникнути.
Ця модель може допомогти знайти конкурентну перевагу, завдяки чому компанія спроможна знайти вигідну позицію.
Отже, професор Майкл Портер визначив 5 сил, які впливають на компанію в галузі (на її прибуток):
- нові конкуренти — нові гравці на ринку. їх поява завжди супроводжується небезпекою. На це є багато причин. Серед них варто виділити потенційну можливість зниження прибутку за рахунок конкуренції, що збільшується. Небезпека міститься в тому, що конкуренти можуть забрати частину клієнтів, а також зниженням середньоринкових цін;
- існуючі конкуренти. М.Портер вважає, що у конкурентному середовищі загострюється у тих випадках, коли у галузі присутньо багато конкурентів чи ці конкуренти рівні за силою. Також конкуренція напружується коли існують низькі темпи росту у галузі, високі вихідні бар'єри, коли спостерігається зростання виробничіх потужностей та існує високий рівень постійних витрат. Конкуренція стає слабшою, коли метою компанії є лише отримання прибутку;
- «конкуренти», що пропонують продукти-замінники. Тут треба взяти до уваги на скільки легко покупець здатен перемкнутися на товар-замінник; наскільки відрізняється якість та ефективність замінника та наскільки покупець готовий змінити компанію-постачальника;
- влада постачальників. Вплив постачальників на галузь дуже великий. При роботі з постачальників слід взяти до уваги таке: — чи має він великий бренд?; — який спектр товарів, які він пропонує?; — яке фінансове становище постачальника? Важливо розуміти, чи буде він підіймати чи опускати ціни; — домінування на ринку постачальника;
- влада покупців. М.Портер був першим, хто почав розглядати покуців, як конкурентів галузі. Адже саме вони вимагають постійного зниження цін, підвищення якості продукції, підвищення якості обслуговування, — задовільнення усіх цих аспектів відбувається за рахунок того, що компанії в галузі знижують свій прибуток. Сила впливу покупців залежить від таких факторів, як якість послуг, витрати на перемикання, стандартизованість продуктів, прибуток покупця тощо.

## Ключові роботи
- Porter, M. (1979) «How competitive forces shape strategy», Harvard business Review, March/April 1979.
- Porter, M. (1980) Competitive Strategy, Free Press, New York, 1980.
- Porter, M. (1985) Competitive Advantage, Free Press, New York, 1985.
- Porter, M. (1987) «From Competitive Advantage to Corporate Strategy», Harvard Business Review, May/June 1987, pp 43–59.
- Porter, M. (1996) «What is Strategy», Harvard Business Review, Nov/Dec 1996.
- Porter, M. (1998) On Competition, Boston: Harvard Business School, 1998.
- Porter, M. (2001) «Strategy and the Internet», Harvard Business Review, March 2001, pp. 62–78.
- Porter, Micheal E. and Kramer, Mark R. (2006) «Strategy and Society: The Link Between Competitive Advantage and Corporate Social Responsibility», Harvard Business Review, December 2006, pp. 78–92.

## Критика
Ідею Портера про вибір між різноманіттям товару для різних ніш і низькою ціною, намагалися спростувати у книзі «Стратегія блакитного океану».